# Kate O'Mara
Kate O'Mara (Leicester, Leicestershire, Inglaterra, 10 de agosto de 1939-Sussex, Inglaterra, 30 de marzo de 2014) fue una actriz de cine, teatro y televisión británica. Fue ampliamente conocida por su papel de 1986 como Caress Morell, la hermana confabuladora de Alexis Colby en la telenovela estadounidense Dinastía.
O'Mara también participó en 1985 y 1987 en Doctor Who como la Rani, papel que volvió a interpretar para el 30 aniversario de la serie en 1993. También tuvo un papel regular en The Brothers, e interpretó a Laura Wilde en Howards' Way.En los 90, O'Mara protagonizó la comedia Absolutely Fabulous en el papel de Jackie, como la hermana de Joanna Lumley. En 2001, figuró en el drama televisivo británico Bad Girls. Más recientemente, intervino en la telenovela del canal británico de televisión ITV Benidorm y participó en una adaptación teatral en 2012 de la novela de Agatha Christie Muerte en el Nilo. 
En cine intervino en diversas cintas como Corrupción, Natividad, Un amigo desconocido y Absolutely Fabulous, entre otras. En su paso por el teatro actuó en obras como La chica italiana, La fierecilla domada, Caín, Almuerzo con Marlene y Sombra en el sol.
Murió a los 74 años tras una breve enfermedad, en una residencia de ancianos en Inglaterra.